# Saint-Pierre-d'Entremont (Isère)

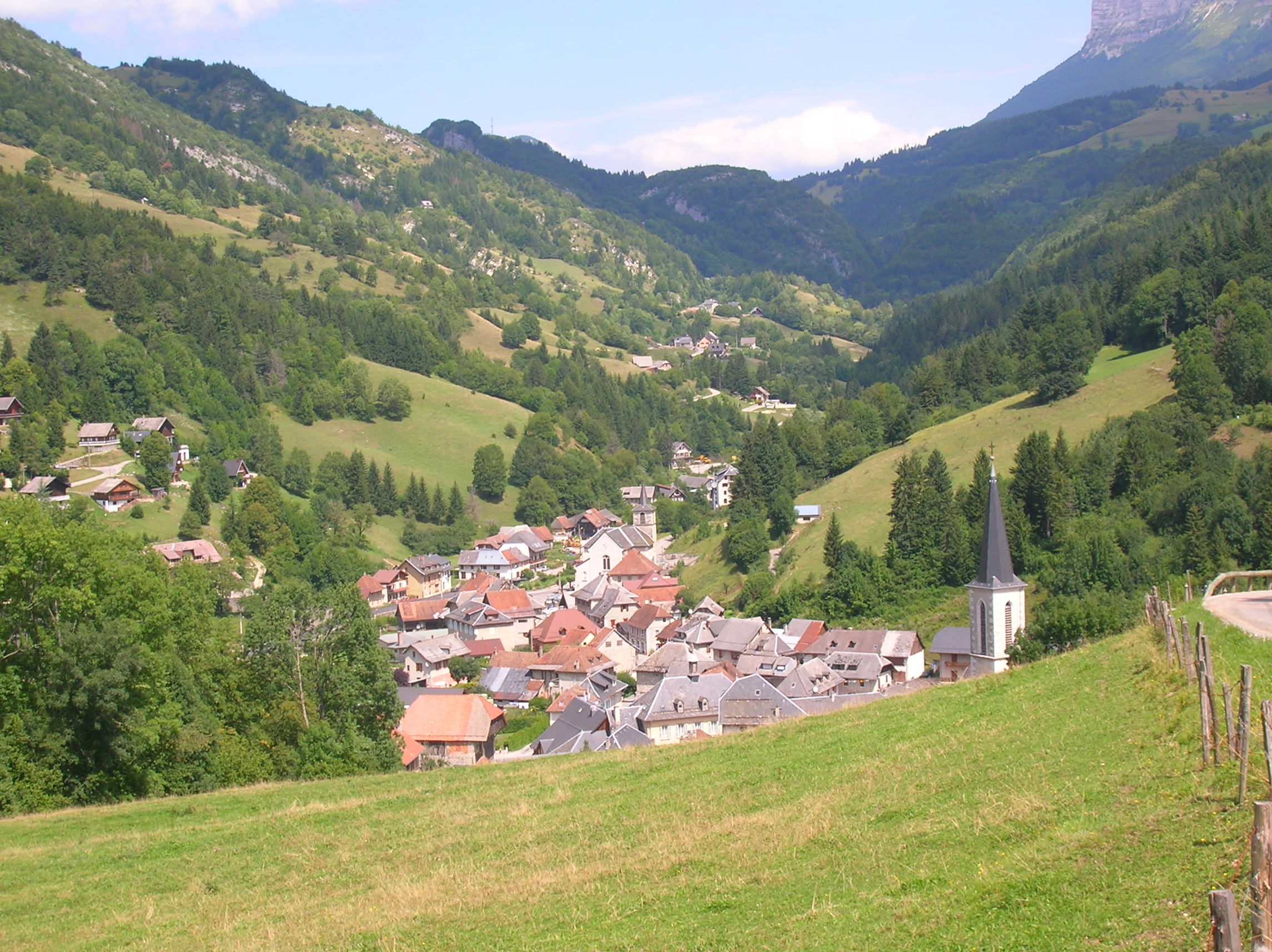
Saint-Pierre-d'Entremont

Saint-Pierre-d'Entremont is een gemeente in het Franse departement Isère (regio Auvergne-Rhône-Alpes) en telt 478 inwoners (1999). De plaats maakt deel uit van het arrondissement Grenoble.

## Geografie
De oppervlakte van Saint-Pierre-d'Entremont bedraagt 31,6 km², de bevolkingsdichtheid is 15,1 inwoners per km². De gemeente ligt in de Chartreuse ten noorden van Saint-Pierre-de-Chartreuse. In het noorden grenst de gemeente aan Saint-Pierre-d'Entremont in het departement Savoie.
De onderstaande kaart toont de ligging van Saint-Pierre-d'Entremont (Isère) met de belangrijkste infrastructuur en aangrenzende gemeenten.

## Demografie
Onderstaande figuur toont het verloop van het inwonertal (bron: INSEE-tellingen).
1. ↑  Populations de référence 2022.